# 關口可奈味
關口可奈味（日语：／ Sekiguchi Kanami），日本女性動畫師、人物設計師。
1994年，她加入Production I.G。1999年參與成立M.S.C ，但後來成為自由工作者。目前，P.A.WORKS是她的活動基地。

## 參加作品

### 電視動畫
1992年
- 蠟筆小新（1992年—，動畫、原畫）

1996年
- 聖天空戰記（原畫）
- 爆走兄弟Let's & Go!!（原畫）
- 機動戰艦撫子號（—1997年，原畫）

1997年
- 爆走兄弟Let's & Go!! WGP（原畫）

1998年
- 爆走兄弟Let's & Go!! MAX（原畫）
- 星方武俠Outlaw Star（日语：星方武侠アウトロースター）（原畫）
- 波波羅古洛伊斯物語（原畫）

1999年
- 亞克傳承（作畫監督補佐、原畫、ED作畫）
- 徽章戰士（原畫）
- 狂野歷險 Twilight Venom（日语：ワイルドアームズ トワイライトヴェノム）（人物設定、作畫監督）

2000年
- 地球防衛企業（原畫）
- 櫻花大戰TV（作畫監督、原畫）

2001年
- 熱帶雨林的爆笑生活（作畫監督、原畫）
- 棋魂（人物設定[1]、OP2作畫監督）

2002年
- 攻殼機動隊 STAND ALONE COMPLEX（—2003年，原畫）
- 我們這一家（—2009年，原畫）

2003年
- 廢棄公主（原畫）
- 鋼之鍊金術師（—2004年，作畫監督、原畫）

2004年
- 攻殼機動隊 S.A.C. 2nd GIG（原畫）

2005年
- IGPX（—2006年，原畫）

2006年
- 攻殼機動隊 S.A.C. Solid State Society（作畫監督、原畫）

2007年
- 新勇者萊汀（日语：REIDEEN）（作畫監督、原畫）

2008年
- 真實之淚 true tears（人物設定、總作畫監督）

2009年
- CANAAN（人物設定[2]、總作畫監督）

2010年
- Angel Beats！（客串設定、作畫監督、原畫）

2011年
- 花開物語（人物設定、總作畫監督[3]、作畫監督、作畫監督補佐）

2012年
- TARI TARI（人物設定、總作畫監督、作畫監督補佐）

2013年
- RDG 瀕危物種少女（作畫監督）

2014年
- 白箱（人物設定、總作畫監督、作畫監督）

2015年
- 夏洛特（人物設定、總作畫監督）

2017年
- 櫻花任務（人物設定、總作畫監督）

2021年
- 賽馬娘 Pretty Derby Season 2（作畫監督）

2022年
- 派對咖孔明（人物設定[4]、總作畫監督）

2024年
- 亦葉亦花（人物設定、總作畫監督）

### 電影動畫
1998年
- 機動戰艦撫子號 -黑暗王子-（原畫）

1999年
- 秋葉原電腦組：2011年的暑假（原畫）

2000年
- BLOOD THE LAST VAMPIRE（原畫）

2001年
- 櫻花大戰 活動寫真（日语：サクラ大戦 活動写真）（道具設定、原畫）

2002年
- 蠟筆小新：風起雲湧 壯烈！戰國大會戰（原畫）

2003年
- 蠟筆小新：風起雲湧 光榮燒肉之路（原畫）

2004年
- 蠟筆小新：夕陽下的春日部男孩（原畫）

2005年
- 劇場版 鋼之鍊金術師：森巴拉的征服者（作畫監督）

2006年
- 跳躍吧！時空少女（原畫）

2007年
- 異邦人 無皇刃譚（原畫）
- 河童之夏（原畫）

2010年
- 劇場版“文學少女”（作畫監督、原畫）

2013年
- 劇場版 花開物語 HOME SWEET HOME（人物設定、總作畫監督[5]）

2020年
- 劇場版 白箱（人物設定、總作畫監督[6]）

2022年
- 蠟筆小新：幽靈忍者珍風傳（原畫）

### OVA
1994年
- 地球守護靈（動畫）
- 爆炎學園（日语：爆炎CAMPUSガードレス）（動畫）

1996年
- BLUE SEED2（動畫）

2002年
- 電玩少女櫻吹雪（日语：アーケードゲーマーふぶき）（作畫監督）

2003年
- I'll/CKBC（日语：I'll）（人物設定、總作畫監督）

2004年
- 熱帶雨林的爆笑生活 FINAL（作畫監督）

2006年
- 網球王子（OP原畫）

### 其它
- （1999年，原畫）

## 畫冊
- 《關口可奈味 P.A.WORKS 插畫集》
  - 發行日期：2013年10月29日，出版社：一迅社 ISBN 978-4-7580-1341-3

## 相關項目
- 日本動畫師列表（日语：アニメ関係者一覧）
- 石井百合子